# Wiedza (rama kwalifikacji)
Wiedza (ang. knowledge) – zbiór opisów faktów, zasad, teorii i praktyk, przyswojonych w procesie uczenia się, odnoszących się do dziedziny uczenia się lub działalności zawodowej.
Definicja dotyczy rozumienia terminu wiedza odniesionego do ram kwalifikacji (Europejskiej Ramy Kwalifikacji – ERK i Polskiej Ramy Kwalifikacji – PRK). Zgodnie z koncepcją ram kwalifikacji przyjętą w Europie PRK jest oparta na efektach uczenia się. Efekty uczenia się właściwe dla poszczególnych poziomów Polskiej Ramy Kwalifikacji są opisywane w kategoriach wiedzy, umiejętności i kompetencji społecznych.
Pojęcie wiedzy jest zgodne z definicją zaproponowaną w Zaleceniu Parlamentu Europejskiego i Rady z 23 kwietnia 2008 r. w sprawie ustanowienia europejskich ram kwalifikacji dla uczenia się przez całe życie.
Zgodnie z oficjalnym tłumaczeniem tego zalecenia wiedza w ERK oznacza efekt przyswajania informacji poprzez uczenie się. Wiedza jest zbiorem faktów, zasad, teorii i praktyk powiązanych z dziedziną pracy lub nauki. W kontekście ERK wiedzę opisuje się jako teoretyczną lub faktograficzną.

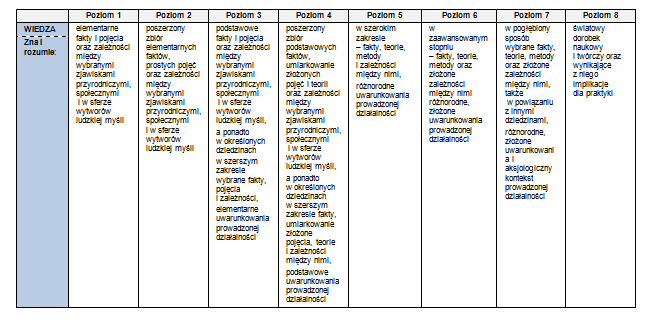
Polska Rama Kwalifikacji – uniwersalne charakterystyki poziomów – wiedza